# 彭志敏
彭志敏（1955年—），男，汉族，中华人民共和国音乐教育家、理论家、政治人物，中国民主促进会湖北省委副主委、武汉市委主委、武汉市人大常委会副主任、第十一届全国政协委员。

## 生平
2008年，当选第十一届全国政协委员，代表教育界，分入第四十组。